# Claude Roiron
Claude Roiron, née le 31 mai 1963 à Tours (Indre-et-Loire), est une femme politique française. Elle fut présidente du conseil général d'Indre-et-Loire de 2008 à 2011.

## Formation
Fille de parents instituteurs et directeurs d’école, Claude Roiron grandit dans les quartiers Nord de Tours et fait ses études à l’université de sa ville puis à Nantes et enfin à Paris, à la Sorbonne. Elle est la sœur de Pierre-Alain Roiron, maire de Langeais puis sénateur d'Indre-et-Loire.

## Carrière professionnelle
Elle commence sa carrière dans l’enseignement, d’abord à l’Institut de Touraine, puis à l’Institut du travail social de Tours et à l’École supérieure de commerce de La Rochelle.
Dans l’Éducation nationale elle enseigne dans un lycée de zone sensible à Châtellerault et dans deux collèges d’Indre-et-Loire : La Bechellerie, à Saint-Cyr-sur-Loire, et Ronsard, à Tours. En 1997 elle est appelée au cabinet de Claude Allègre, puis l’année suivante chargée de mission au Centre international d’études pédagogiques de Sèvres pour s'occuper de coopération pédagogique avec l’Afrique.
En 1999, elle intègre le cabinet de Laurent Fabius, alors président de l’Assemblée nationale, où elle s’occupe des politiques de l’enfance, de la jeunesse, des sports et aussi des droits des femmes. En 2000, elle devient conseillère parlementaire au cabinet de Jack Lang. En 2002, Claude Roiron est nommée membre de l’inspection générale de l’Éducation nationale et y exerce des fonctions dans le groupe « établissements et vie scolaire ».
Ayant laissé de côté la vie politique, elle déménage dans le Nord où elle est nommée début 2016 directrice adjointe des services de l'Éducation nationale à Lille.
En avril 2022, Claude Roiron est nommée haute-fonctionnaire à l'égalité filles-garçons.

## Vie politique
Claude Roiron adhère au Parti socialiste (PS) le 10 mai 1996. Membre du conseil national dès 1997, puis de la direction nationale en 2002 : secrétaire nationale à la ruralité, puis à l’agriculture et au développement durable. Depuis novembre 2005, elle occupe le poste de secrétaire nationale, chargée de l’éducation.
Candidate aux élections législatives de 1997 et 2002, Claude Roiron représente à nouveau le Parti socialiste (PS) dans la cinquième circonscription d'Indre-et-Loire en 2007, où elle perd l’élection contre Philippe Briand. Après une campagne portée par la vague rose de l’après-présidentielle, Claude Roiron est à nouveau battue par Philippe Briand en 2012.
Candidate investie en 2e position par le PS dans la circonscription Nord-Ouest pour les élections européennes de 2014, qui englobe les régions du Nord-Pas-de-Calais, de la Picardie, de la Basse-Normandie et de la Haute-Normandie.
En tandem avec Afaf Gabelotaud, elle est chargée du projet Droits des femmes dans la campagne de Vincent Peillon pour la primaire citoyenne de 2017. Elle est également membre du comité politique de la campagne.

## Mandats
En 1995, elle est élue adjointe au maire de Tours sur la liste de Jean Germain et réélue en 2001 et 2008.
À partir de 1998, elle est conseillère générale, réélue en 2004, dans le canton de Tours-Nord-Ouest.
Elle est élue présidente du conseil général d'Indre-et-Loire en 2008 à la suite d'un changement de majorité une des très rares femmes présidente d'un conseil général de département en France. En 2011, elle perd la présidence au profit de Marisol Touraine (élue du canton de Montbazon) lors d'une désignation interne au PS (437 contre 300).
Elle se représente pas lors des élections départementales de 2015 en Indre-et-Loire.